# Leipzig Ost
Leipzig Ost – zlikwidowany przystanek osobowy w Lipsku, w kraju związkowym Saksonia, w Niemczech. Znajdują się tu 2 perony.